# Gregório Pacuriano
Gregório Pacuriano (em latim: Gregorius Pacurianus; em grego: Γρηγόριος Πακουριανός; romaniz.: Gregórios Pakourianós; em armênio/arménio: Գրիգոր Բակուրյան; romaniz.: Grigor Bakurian; em georgiano: გრიგოლ ბაკურიანის-ძე; romaniz.: Grigol Bakurianis-ze; em búlgaro: Григорий Бакуриани; 1086) foi um político e comandante militar a serviço do Império Bizantino. Foi o fundador do mosteiro da Mãe de Deus Petritzonitissa em Bachcovo e autor de seu tipicon. Os monges deste mosteiro ortodoxo (hoje, o mosteiro de Bachcovo) na Bulgária eram ibéricos.

## Vida

### Origens
As origens de Gregório são uma questão de disputa acadêmica. Acredita-se que ele fosse de Tao ou Taique, que tinham sido anexados pelos bizantinos no Tema da Ibéria em 1001. De acordo com a historiadora contemporânea Ana Comnena, que conheceu Pacuriano pessoalmente, Gregório foi "descendente de uma família nobre armênia", enquanto o cronista armênio Mateus de Edessa, do século XII, diz que Pacuriano foi de origem "Vrats" tendo em mente a afiliação religiosa de Pacuriano. O próprio Gregório considerou-se como parte do "glorioso povo dos ibéricos" e insistiu que seus monges deveriam conhecer a língua georgiana. Em seu estudo da administração bizantina sobre as províncias da Armênia, o historiador Viada Arutjunova-Fidanjan conclui que Pacuriano nasceu em uma família armênia calcedônia. Tendo em conta todas as evidências disponíveis de Pacuriano, a estudiosa Nina G. Garsoïan propôs que "a explicação mais provável é que [a família Pacuriano] pertenceu a uma aristocracia armênio-ibérica calcedoniana mista, que habitava no distrito fronteiriço de Taique/Tao."

### Serviço bizantino

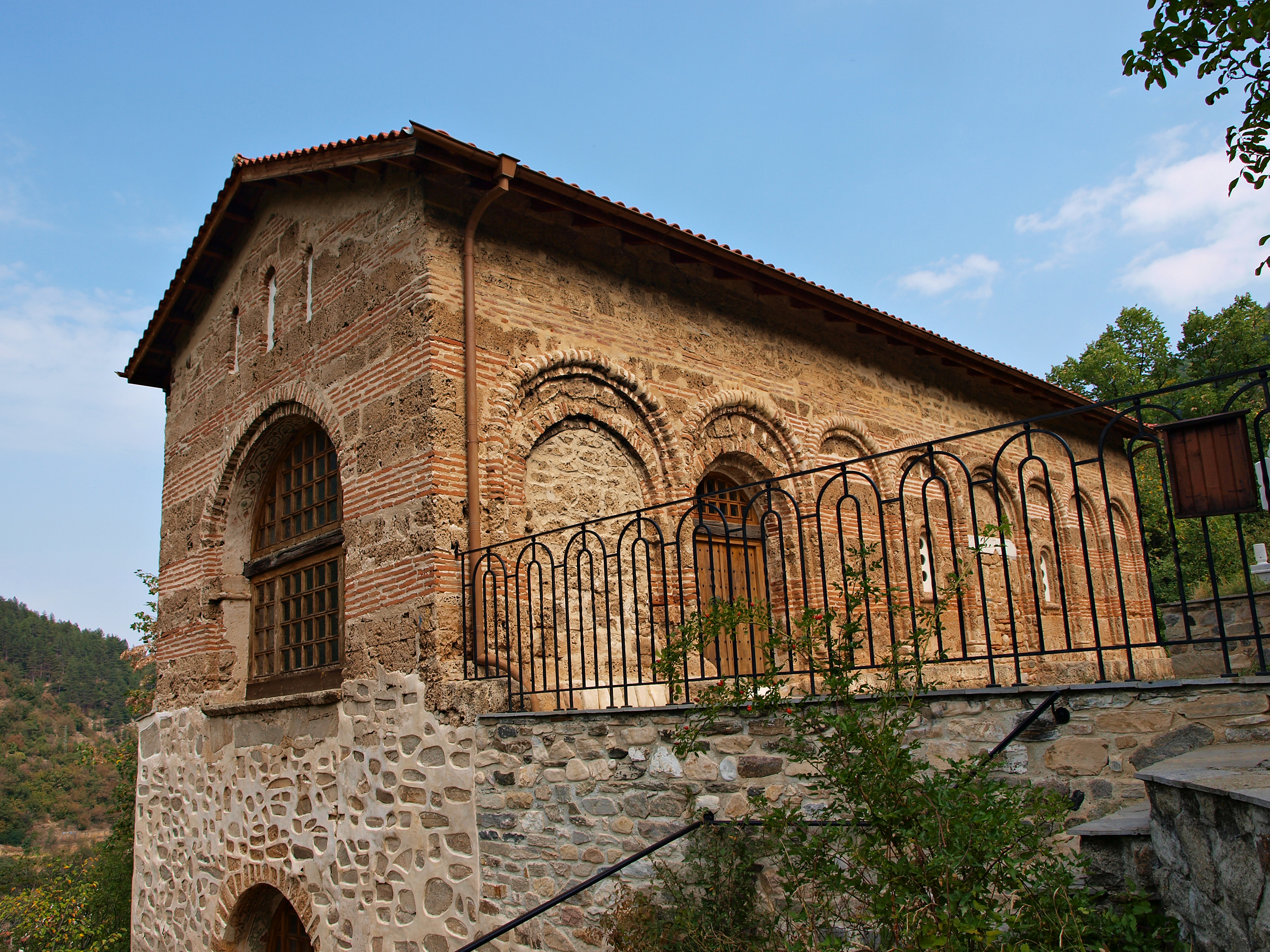
Ossuário do Mosteiro de Bachcovo que abriga os restos de Gregório Pacuriano.

De acordo com Ana Comnena, Pacuriano foi pequeno de corpo, mas um poderoso guerreiro. Em 1064, participou na defesa mal-sucedida de Ani contra o sultão seljúcida Alparslano (r. 1063–1072) e seus aliados: os georgianos liderados pelo rei Pancrácio IV da Geórgia (r. 1027–1072) e os albaneses liderados pelo rei Gorizã. Serviu depois disso sob Miguel VII Ducas (r. 1071–1078) e Nicéforo III Botaniates (r. 1078–1081) em várias cargos de responsabilidade em ambas as fronteiras oriental e ocidental do império; neste período tornou-se governador do Tema da Ibéria com o título de duque de Teodosiópolis. Como o avanço seljúcida forçou os bizantinos a evacuar as fortalezar anatólias orientais e o Tema da Ibéria, Gregório cedeu em 1074 parte do tema e a cidade de Carse para o rei Jorge II da Geórgia (r. 1072–1084), o que não ajudou, porém, a deter o avanço turco e a área se tornou um campo de batalha para as guerras georgiano-seljúcidas.
Mais tarde esteve envolvido em um golpe que removeu Nicéforo III. O novo imperador, Aleixo I Comneno (r. 1081–1118), apontou-o "grande doméstico de todo o Ocidente" e sebasto e deu a ele muitos propriedades nos Bálcãs. Possuía numerosos estados em várias partes do Império Bizantino e foi oferecido uma variedade de privilégios pelo imperador, incluindo a isenção de certos impostos. Em 1081, comandou o flanco esquerdo contra os normandos na batalha de Dirráquio. No final de 1082 ou começo de 1083 derrotou os pechenegues obrigando-o a retirar-se dos territórios bizantinos. Em 1083 fundou o mosteiro da Mãe de Deus Petritzonitissa. Morreu em 1086 lutando com os pechenegues na Batalha de Beliatoba quando chocou-se com um carvalho; foi sucedido como grande doméstico no mesmo ano por Adriano Comneno. Gregório Pacuriano e seu irmão Apásio (Abas) foram enterrados em um ossuário próximo do mosteiro de Bachcovo. Os retratos dos irmãos estão pintados no nicho da capela do mosteiro.
Foi também conhecido como um notável patrono e promotor da cultura cristã. Junto com seu irmão Apásio fez, em 1074, uma significativa doação para o mosteiro de Iviron no Monte Atos. Assinou a versão oficial em grego do tipicon em armênio. Ele também assinou seu nome em caracteres georgianos e armênios ao invés de grego; supõe-se que Pacuriano não sabia grego.